# Kirovo-Chepetsk

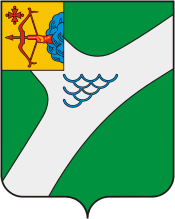
Huy hiệu của Kirovo-Chepetsk

Đây là quê hương của các tuyển thủ hockey Liên Xô Vladimir Myshkin và Alexander Maltsev.
Kirovo-Chepetsk (tiếng Nga: Кирово-Чепецк) là một thành phố Nga. Thành phố này thuộc chủ thể Kirov Oblast. Thành phố có dân số 90.303 người (theo điều tra dân số năm 2002). Đây là thành phố lớn thứ 183 của Nga theo dân số năm 2002. Dân số qua các thời kỳ: 80,920 (Điều tra dân số 2010); 90,303 (Điều tra dân số 2002); 92,382 (Điều tra dân số năm 1989).
Khu định cư được lập giữa thế kỷ 15 với tên làng là Ust-Cheptsa (Усть-Чепца) và trở thành thị trấn năm 1955.
Đây là quê hương của các tuyển thủ hockey Liên Xô Vladimir Myshkin và Alexander Maltsev.